# ステッキ戦争
ステッキ戦争（ステッキせんそう、独: Stecklikrieg）は、ヘルヴェティア共和国のスイスにおいて1802年に勃発した共和国派と連邦派の内戦。連邦軍の勝利の結果、ヘルヴェティア共和国の解体、フランス軍の新規の統治、および最終的には1803年2月19日のナポレオン調停法をスイスにもたらした。戦闘そのものは、主として農村部から出てきた反乱軍と、ヘルヴェティア共和国の正規軍との間のものであった。「ステッキ」の名称は、反乱軍で用いられた間に合わせの武器としての「棍棒」に由来する。

## 戦争の過程
リュネヴィルの和約以降、1802年の夏の間にフランス軍はスイスを去ったが、その結果スイス国内は急速に情勢が不安定化した。中央スイスに端を発し、チューリッヒやベルンの諸都市、アールガウやゾロトゥルンのスイス平原を中心として発生した暴動によって、政情の不安定性は頂点に達した。戦争は8月28日にピラトゥスのレンク峠での交戦に始まり、9月にベルンとチューリッヒへの大砲射撃、10月3日にはファウクで小競り合いが続いた。ヘルヴェティア共和国軍は装備が貧弱で士気も低く、何度かの敵対的衝突の後に共和国中央政府は9月18日に軍事的に降伏し、ベルンからローザンヌへ撤退した上、そこで完全に崩壊した。政治は各州政府と、シュヴィーツに置かれた連邦議会（Tagsatzung）に引き継がれ、連邦議会はアロイス・フォン・レディンクが主導した。
フランス統領政府（Le Consulat）第一統領（Premier Consul）ナポレオンは、スイスの不安定な情勢がヨーロッパ全土に拡大することを懸念し、封建主義諸勢力の間の和解を交渉する全権を得た。ナポレオン調停法は、反乱軍の要求に譲歩し、ヘルヴェティア共和国の中央集権的な体制を破棄して、より連邦的な方法を採ることとした。同時に、スイスの自然な体制は連邦制であり、他のいかなる体制を強制する試みも賢明ではないと表明した。

## アミアンの和約の破綻
フランスによるスイスへの介入は、1802年5月25日にフランス・イギリス・スペイン・バタヴィア共和国の間で結ばれたアミアンの和約に対する違反となり、イギリスが1803年5月18日に対フランス戦を再開する口実となった。フランスがスイスの内政に介入することで、イギリスのヨーロッパ大陸における地位の低下に繋がるというイギリスの懸念が現実のものとなった。イギリスは大陸諸国の内紛に関しては中立のままでいようとすることが多かったが、ナポレオンのフランスによる行動が現状の枠組みを脅かし、イギリスの経済的な優位を危機にさらすと思われたのである。フランスの仲介によって発効したナポレオン調停法がスイスの秩序を覆すことは特に無かったが、フランス共和国の侵攻以前に存在していたスイス政府の伝統や政体の多くが復活したことで、フランスによる外国への干渉を禁止したアミアンの和約に対する事実上の違反となった。

## イギリス国内の空気
フランスの行動に対する市民の反応について特筆すべきは、イギリスの詩人ウィリアム・ワーズワースの詩『スイスの征服についてのイギリスの考え方』（Thought of a Briton on the Subjugation of Switzerland）がステッキ戦争をめぐる出来事に直接触発されたものとして挙げられる。この時代のワーズワースの詩は、イギリス大衆がしばしば魅了されると彼が考えていた「安易な神話主義」への答えであったが、国の場所と国の政治が異なってしまうことについての彼自身の経験を『スイスの征服』の中で結びつけている。ワーズワースはフランスによるスイスへの介入を革命哲学の否認とみなし、イギリスがフランスに対する戦争を継続すると宣言したことを支持した。ただし、フランス革命によって最初に主張された諸価値への共感は、ワーズワースはまだ持ち続けていた。